# Gleichamberg
Gleichamberg – dzielnica miasta Römhild w Niemczech, w kraju związkowym Turyngia w powiecie Hildburghausen. Do 30 grudnia 2012 samodzielna gmina.